# Ponte de Hell Gate
A Ponte de Hell Gate (em inglês:  Hell Gate Bridge) é uma ponte ferroviária sobre o rio East em Nova Iorque. É a ponte principal de uma série de pontes, que ligam o bairro de Queens em Long Island sobre o rio East e a Ward's Island e Randall's Island com o bairro do Bronx no continente, ao norte de Manhattan.
Na sua inauguração em 1916 foi a maior ponte em arco, até ser suplantada em 1931 pela Bayonne Bridge em Nova Jérsei. Serviu como modelo para a Ponte da Baía de Sydney, Austrália.

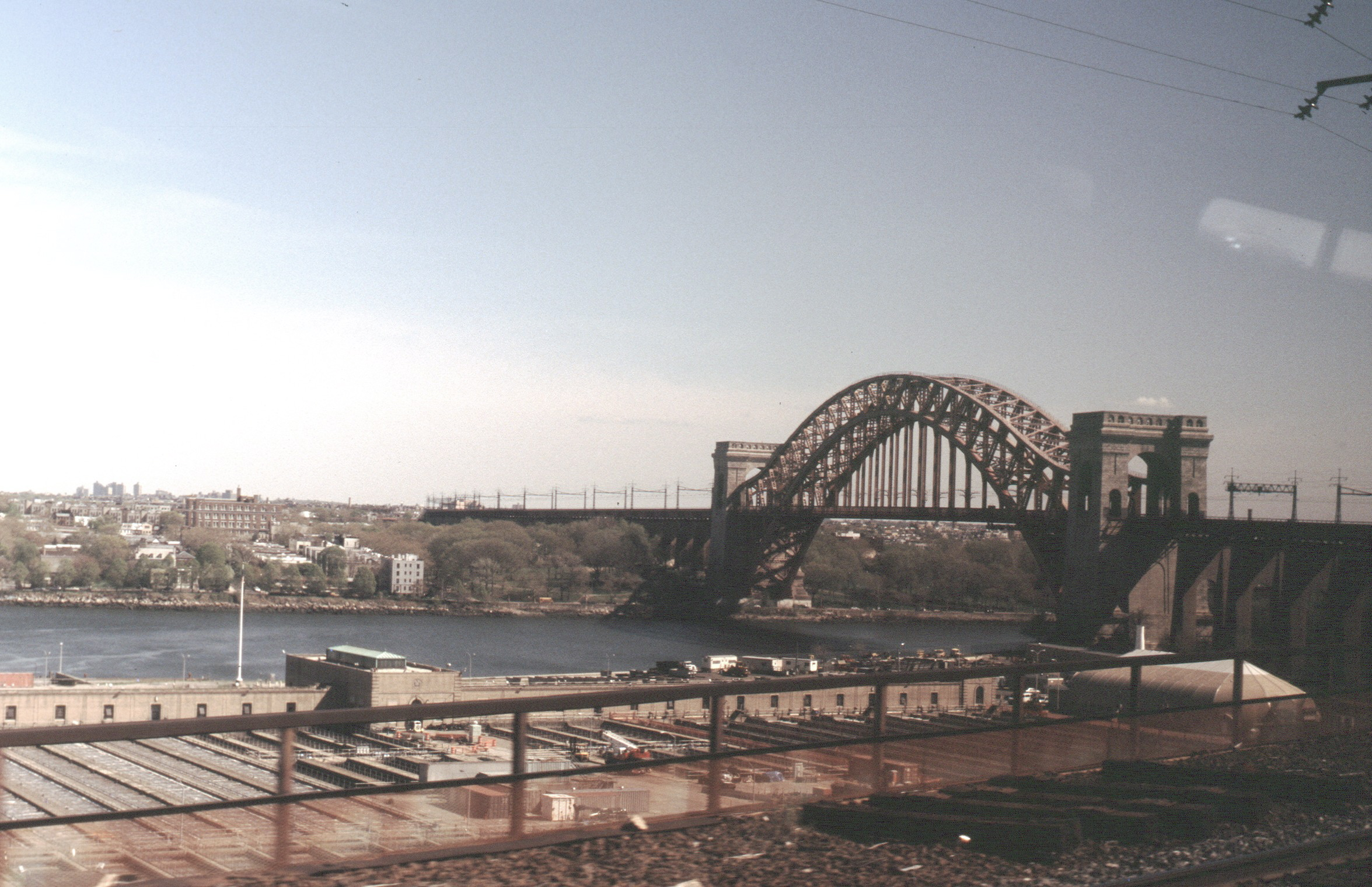
A Ponte Hell Gate

Seu projeto foi feito por Gustav Lindenthal, aconselhado na parte arquitetônica por Henry Hornbostel. Lindenthal foi assistido em seu grande escritório de engenharia por Othmar Ammann e David B. Steinman.

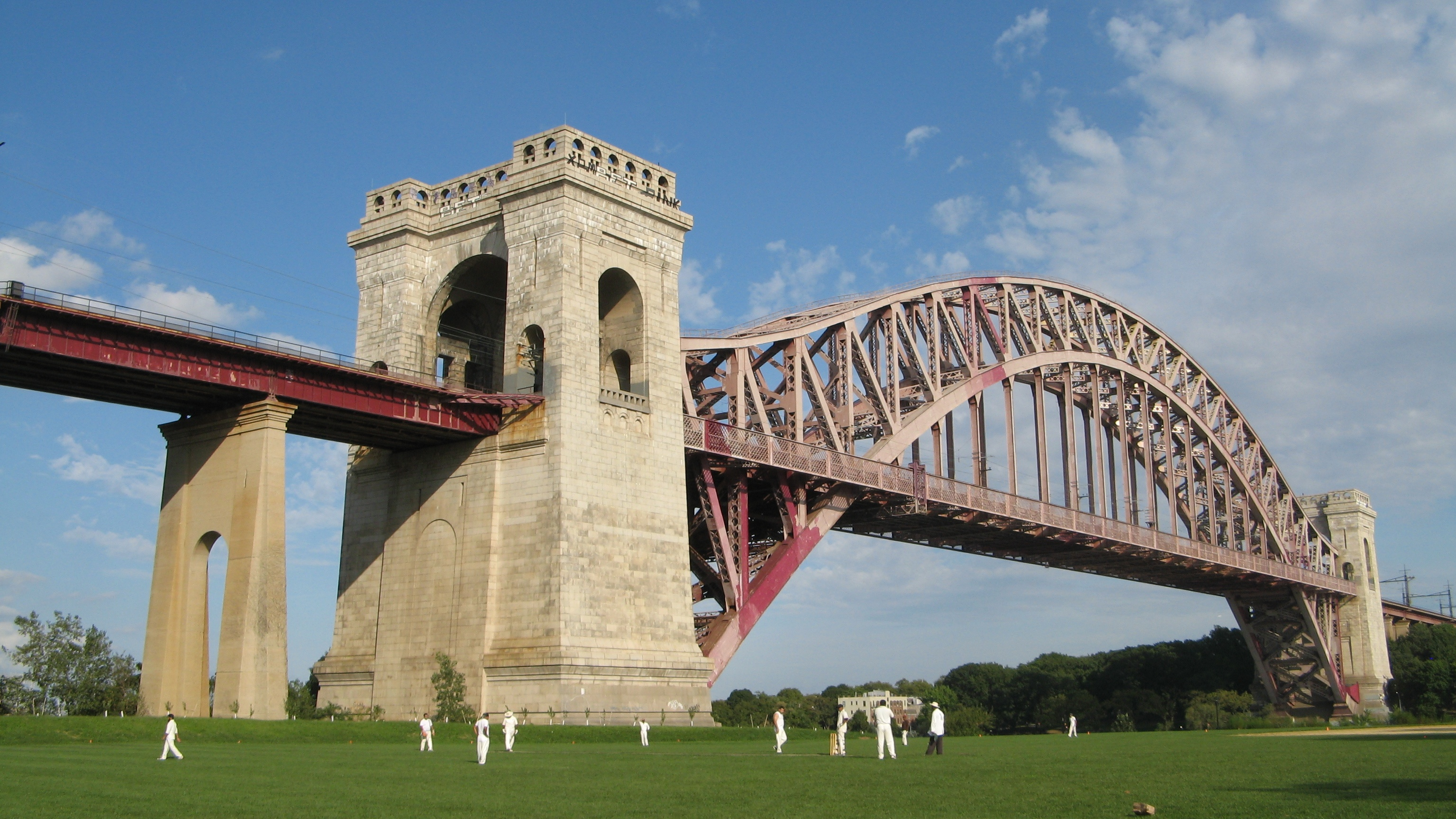
Cricket na Wards Island

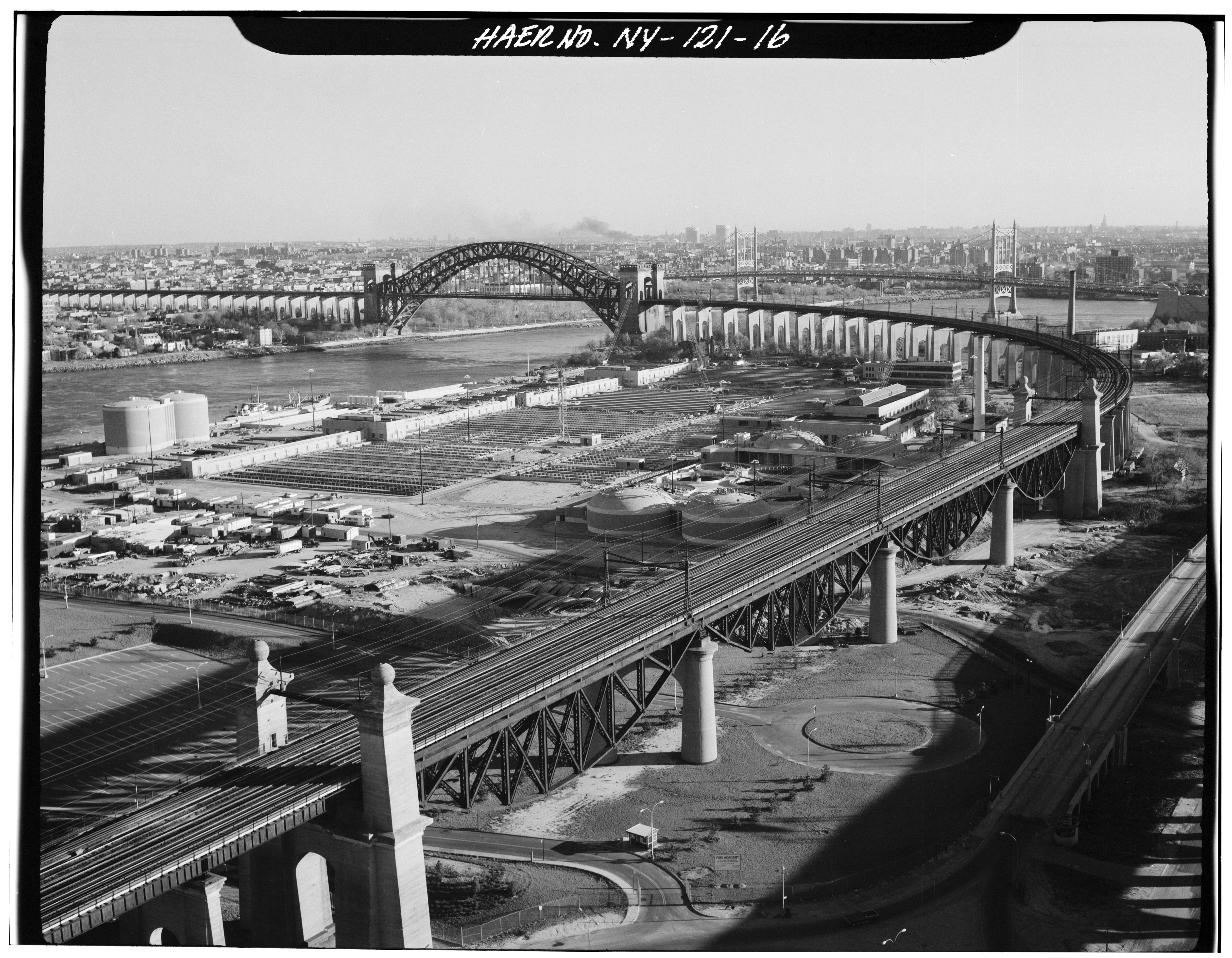
Little Hell Gate Bridge

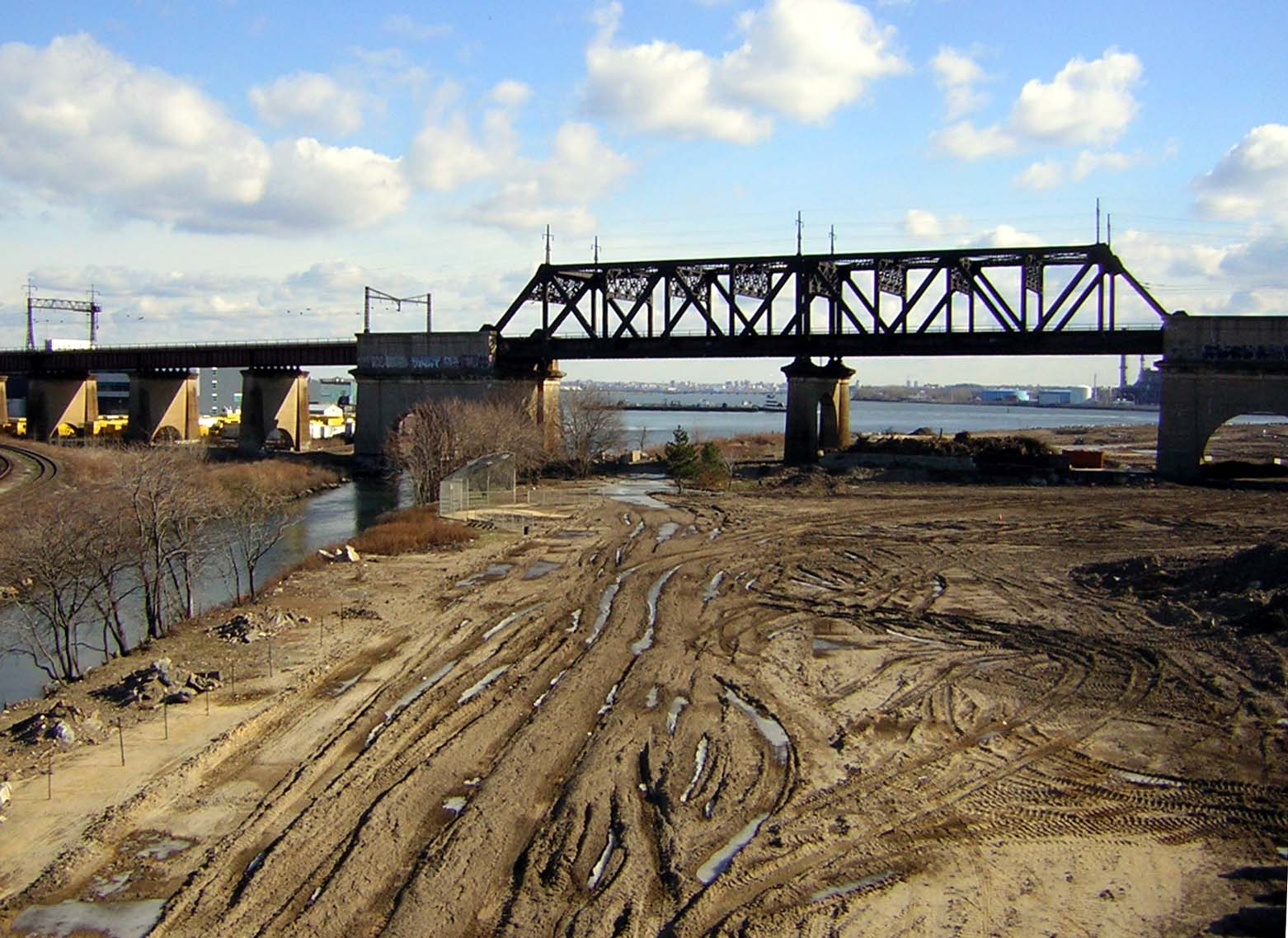
Bronx Kill Bridge